# Netiw ha-Gedud
Netiw ha-Gedud (hebr.: נתיב הגדוד) – moszaw położony w samorządzie regionu Bika’at ha-Jarden, w Dystrykcie Judei i Samarii, w Izraelu.
Leży w Dolinie Jordanu, na północ od miasta Jerycho.

## Historia
Moszaw został założony w 1975 przez żydowskich osadników.

## Gospodarka
Gospodarka moszawu opiera się na intensywnym rolnictwie i uprawach w szklarniach.